# Леонтьев, Михаил Михайлович
Михаил Михайлович Леонтьев (1853—1901) — владимирский губернский предводитель дворянства, действительный статский советник, егермейстер, почётный гражданин города Владимир.

## Биография
Внук генерала И. С. Леонтьева, наследник родового имения Воронино, родился 3 (15) апреля 1853 года. Отец, Михаил Иванович Леонтьев (1824—1885) — тайный советник, шталмейстер, правнук генералиссимуса А. В. Суворова и внук графа Н. А. Зубова; мать, Варвара Михайловна (1829—1882) — дочь нижегородского губернатора М. П. Бутурлина.
В 1871 году окончил с серебряной медалью 3-ю Санкт-Петербургскую гимназию; в 1875 году — юридический факультет Санкт-Петербургского университета. Затем почти 11 лет прослужил в Лейб-гвардии Гусарском его величества полку.
Участник русско-турецкой войны 1877—1878 годов. За мужество и храбрость был награждён орденами Святой Анны 4-й и 3-й степеней, Святого Станислава 3-й степени, румынским Железным крестом. В конце марта 1886 года был уволен от службы по домашним обстоятельствам в чине полковника.
Оставив военную службу, М. М. Леонтьев занимал различные должности; 31 января 1891 года был избран губернским предводителем владимирского дворянства и переизбирался до конца своей жизни. 
На этом посту особое внимание уделял вопросам образования молодёжи. Был попечителем Владимирской губернской гимназии, часто материально помогал детям из небогатых семей, давая им возможность получить гимназическое образование. При нём было перестроено здание ремесленно-грамотной школы и открыты мужская и женская школы, в результате чего увеличилось общее количество обучающихся. 25 января 1901 года за заботы и труды по поддержанию ремесленно-грамотной школы Владимирского благотворительного общества М. М. Леонтьев был избран почётным гражданином города Владимира.
Активно участвовал в создании общины сестёр милосердия при Владимирском отделении общества Красного Креста. Инициатор создания при ней амбулатории, ежегодно оказывавшей медицинскую помощь многим владимирцам.
Председатель правления Владимирского благотворительного общества с мая 1891 года. Возглавил строительный комитет по возведению Михаило-Архангельской церкви на Студёной горе во Владимире, храма с оригинальным архитектурным обликом, определяющим его уникальные акустические свойства, на Владимирской земле прежде не существовавшего.
В начале 1901 года был назначен Смоленским губернатором, но заболев, приехал в своё имение в селе Старое Фетиньино Владимирского уезда (ныне Собинский район Владимирской области), где 24 августа (6 сентября) 1901 года скончался.
В московской губернии за его женой в 1883 году было записано имение Скобеево (в Подольском уезде), которое сдавалось в аренду; известно, что здесь жили А. И. Чайковский (1884) и княжна Аграфена Александровна Оболенская (1887—1890). Владельцам соседнего имения Воробьёво был В. И. Ершов, женатый на сестре М. М. Леонтьева, Елене Михайловне.

## Семья
С 11 сентября 1878 года женат на Марии Евгеньевне Демидовой (ум. 1915), дочери гвардии полковника Евгения Николаевича Демидова (1819—1871) от его брака с Надеждой Егоровной Жадимеровской (1830—1859). 
В браке имели детей:
- Сергей (04.10.1879 — 13.11.1937) — выпускник исторического факультета Московского университета, кадет, член Временного правительства. Неоднократно был арестован, последний раз в 1937 году. Реабилитирован посмертно в 1989 году.
- Надежда (1883—1916) — фрейлина, с 1904 года замужем за князем Борисом Александровичем Голицыным (1880—1947).
- Георгий (1884 — 1937) — Ростовский уездный предводитель дворянства[4], почётный мировой судья Ростовского уезда; был репрессирован.
- Аркадий (1890—1927, Париж) — офицер гусарского Сумского полка, участник Первой мировой войны. После 1917 года в эмиграции — эвакуировался из Севастополя. Галлиполиец. Служил в Иностранном легионе[5]
- Мария (1892—1972, Иркутск) — фрейлина, с 1917 года замужем за Валерианом Алексеевичем Нарбутом (1863—1920), писателем-охотоведом. Двое сыновей: Михаил (1918–1992), Алексей (1919–1980) — участники Великой Отечественной войны.
- Владимир (1894—1959, Мюнхен) — выпускник Пажеского корпуса, участник Первой мировой войны[6]. После 1917 года в эмиграции. В 1935 году принял постриг, иеромонах (1938), благочинный 1-й дивизии РОА (1944), архимандрит Иов (1946)[7], настоятель Иово-Почаевского монастыря в пригороде Мюнхена[8].